# Winkie-Nunatak
Der Winkie-Nunatak ist ein etwa 900 m langer und 490 m hoher Nunatak im westantarktischen Ellsworthland. Im Hudson-Gebirge ragt er 18 km südöstlich des Webber-Nunataks und südlich des Mount Manthe auf.
Das UK Antarctic Place-Names Committee benannte ihn 2020 nach dem Winkie-Bohrer, einem vergleichsweise mobilen Bohrgerät für Erkundungsbohrungen in abgelegenen Gebieten, der 1956 vom kanadischen Bergbauingenieur Frederick William Wink (1914–2007) entwickelt wurde.